# Еустома Русела
Еустома Русела (Eustoma russellianum) е вид растение от семейство Тинтявови. Представлява храст, с изправени стебла, в домашни условия едногодишно, до двугодишно растение. Събрани в китка цветове, имат лека прилика с цветовете на мака. Цветовете са сини, лилави, розови или бели в зависимост от сорта. Двуцветните сортове са особено красиви. За стайно отглеждане най-подходящи са компактните сортове високи не повече от 45 cm.

## Разпространение
Видът произхожда от топлите райони на Южна Америка, Мексико и Карибския басейн. Популярно е в градинарството като декоративно и стайно растение. В България се отглежда като саксийно растение, получило е широко разпространение през 90-те години.

## Описание
- Растеж: Бърз.
- Светлина: Ярка, разсеяна, за кратко е възможно да бъде изложено на пряка слънчева светлина.
- Температура: През пролетно-летния сезон от 20 до 25 °C, през зимата от 12 до 15 °C.
- Цъфтеж: През лятото, може да се предизвика цъфтеж по всяко време на годината при подходящо стимулиране.

## Отглеждане
Видът предпочита ярка разсеяна светлина, може да понесе известно количество преки слънчеви лъчи. Подходящ е за отглеждане на прозорци със западно и източно изложение. През летния период, ако прозореца е с южно изложение е необходимо засенчване от обедните слънчеви лъчи. На прозорци със северно изложение е възможно да има недостиг на светлина. Новозакупено растение не бива да се излага на пряко слънце, а трябва да се адаптира постепенно. При доосветяване през есента и зимата и осигуряване на продължителност на деня 16 часа растението ще цъфти и през периода на почивка. Прецъфтелите стебла на растението е желателно да се изрежат ниско, като се остави част от тях, с две-три двойки листа, от които ще се развият новите цветоноси следващата година.
- Поливане: От пролетта до есента обилно, с мека, престояла вода, като между поливанията се изчаква да засъхне повърхността на почвения слой. През зимата – внимателно и умерено. Не се препоръчва опръскване на листата, тъй като може да предизвика сиво гниене и гъбични заболявания.
- Торене: В периода на активен растеж се тори седмично с комбиниран тор за цъфтящи растения.
- Период на покой: През зимата, на светло, с леко засушаване при температури от 12 до 15 °C.
- Пресаждане: Едногодишна култура. Рядко се налага пресаждане.
- Субстрат: При отглеждане на растението са предпочитани широки съдове, с добре дренирана почва и рН 6,5-7 (неутрален). Семената на еустомата са дребни. Засаждат се на разстояние, в универсална почва през юли – септември, като само се опръсква горния слой на почвата. След покълване могат да се пикират на разстояние около 4 см или да се разсадят индивидуално.
- Вредители: Червено паяче и трипс.

## Размножаване
От семена, делене на растението в края на лятото, началото на есента.